# Épy-Lanéria
Ancienne commune du Jura, la commune d'Épy-Lanéria a existé de 1971 à 1973. Elle a été créée en 1971 par la fusion des communes d'Épy et de Lanéria. En 1973 elle a fusionné avec la commune de Poisoux pour former la nouvelle commune de Val-d'Épy.